# Pandectele

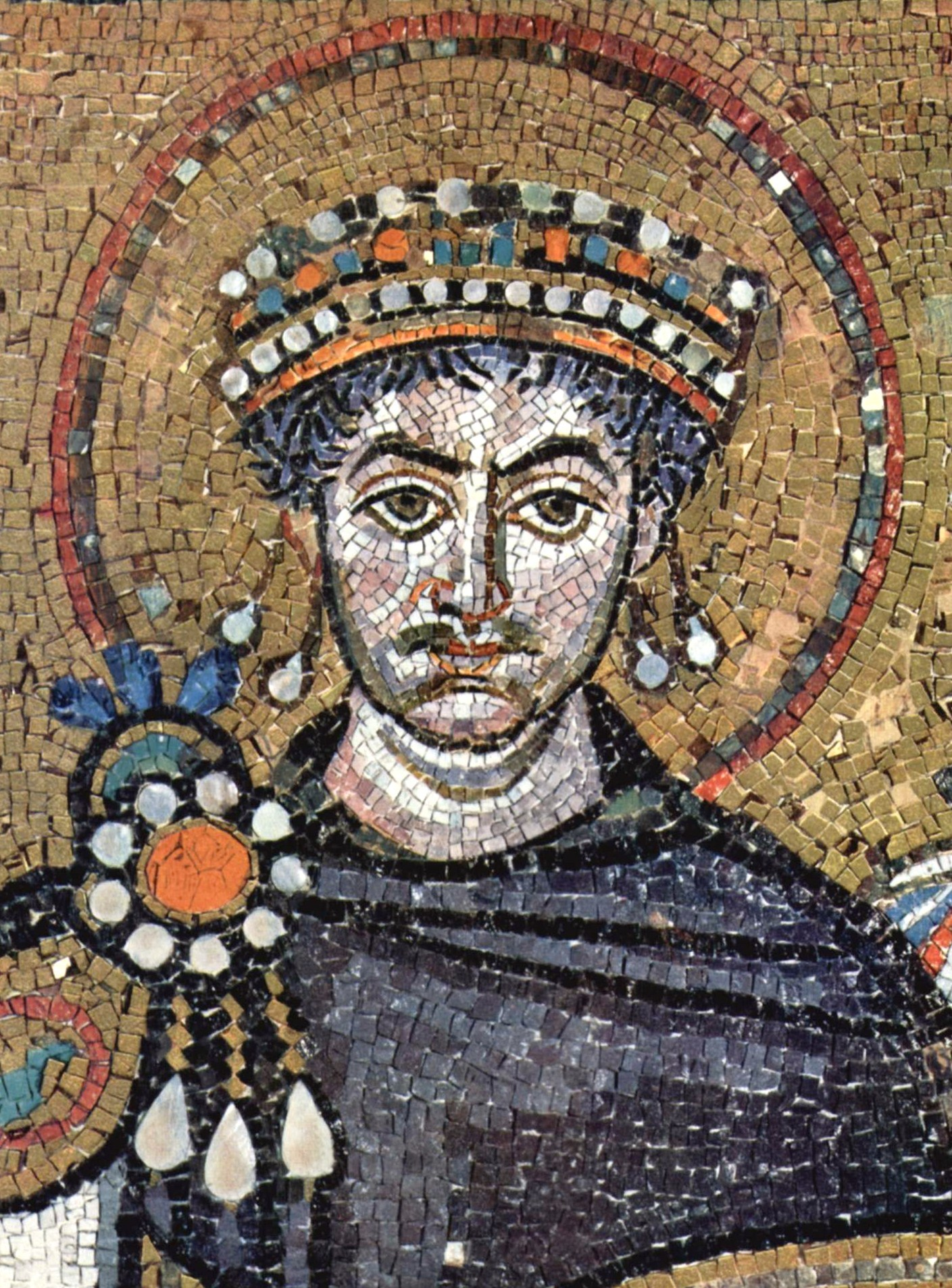
Iustinian I - mozaic din biserica San Vitale, Ravenna, Italia

Pandectele (Fr. pandecte, Lat. pandectae, provine din Gr. pandektes, atotcuprinzător) sau Digestele este denumirea dată unei culegeri de fragmente extrase din lucrările jurisconsulților clasici, făcută la ordinul împăratului Iustinian I între anii 530-533.
Iustinian I a dat ordin să fie colectate materiale juridice, din diverse materii, în câteva coduri noi, care urmau să devină baza revitalizării dreptului roman. Munca de colectare a textelor juridice din lucrările jurisconsulților clasici a fost condusă de Tribonian și a fost distribuită în trei părți: Digesta (sau "Pandecte"), Institutiones, și Codex Constitutionum. O a patra parte, Novelele (sau "Novellae Constitutiones"), a fost adăugată mai târziu.
Pandectele erau divizate în 50 de cărți, fiecare carte conținând mai multe titluri, divizate în legi, iar acestea din urmă în mai multe părți sau paragrafe. Numărul jurisconsulților ale căror opinii au fost preluate este de 39, dar scrierile lui Ulpian și ale lui Paulus reprezintă aproape jumatate din întreaga operă. Comentariile asupra compilației sau folosirea citatelor din operele originale ale jurisconsulților pentru explicarea ambiguităților din texte erau interzise.
O copie a Pandectelor lui Iustitian a fost descoperită în anul 1137 la Amalfi și a avut reverberații puternice la nivelul întregii gândiri civile din Europa.